# Enmei-ji (Imabari)

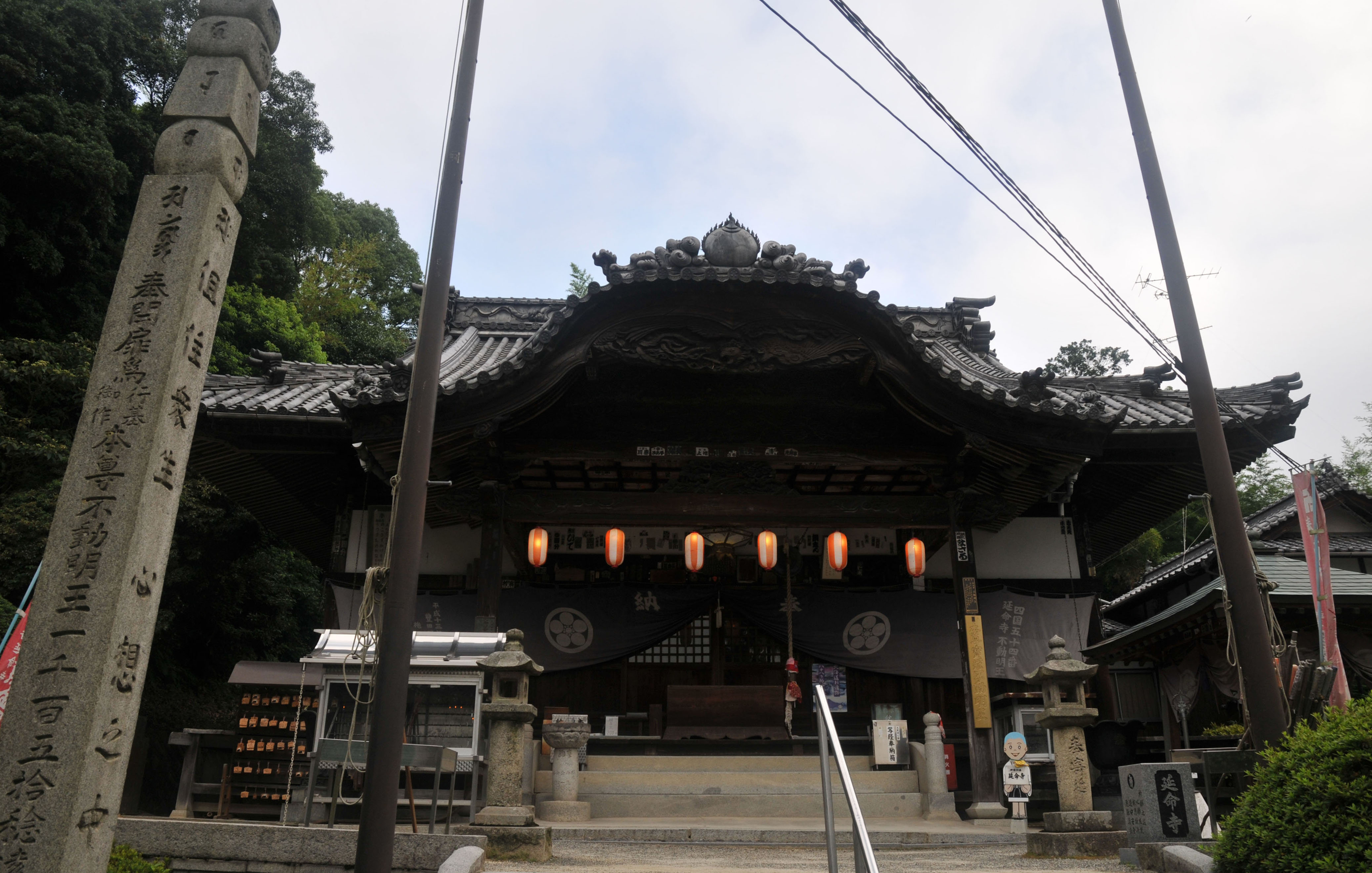
Haupthalle

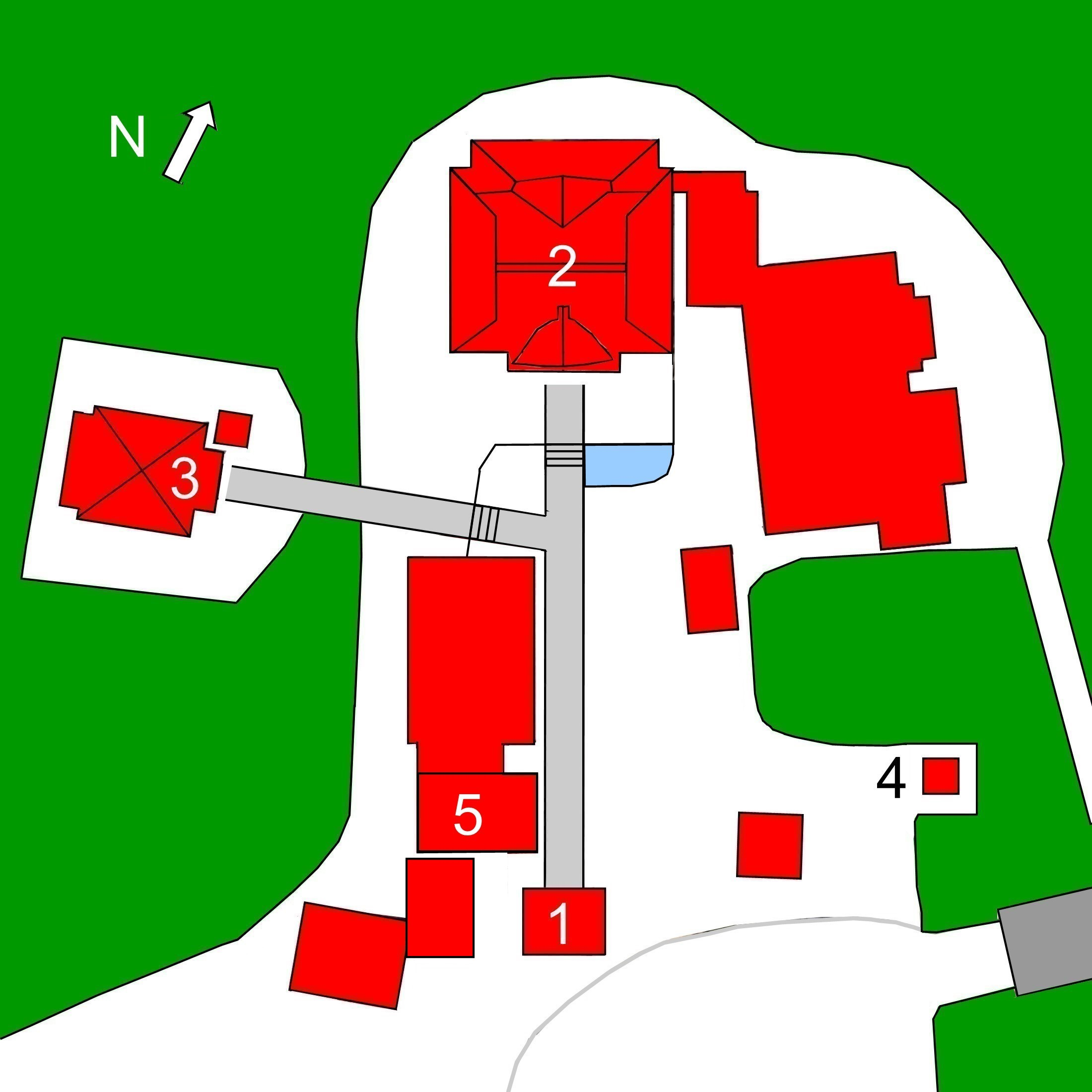
Plan des Tempels (s. Text)

Der Enmei-ji (japanisch 延命寺) mit den Go Chikamizan (近見山) und Hōshōin (宝鐘院) ist ein Tempel der Buzan-Richtung (豊山派) des Shingon-Buddhismus in der Stadt Imabari (Präfektur Ehime) in Japan. In der traditionellen Zählung ist er der 54. Tempel des Shikoku-Pilgerwegs.

## Geschichte
Der Überlieferung nach wurde der Tempel auf Wunsch des Kaisers Shōmu (Regentschaft 724 bis 749) von Priester Gyōki auf dem 244 m hohen Berg Chikamizan angelegt, wobei er aus diesem Anlass eine Skulptur des heiligen Fudō (不動明王) anfertigte, der sich in den Dainichi-Buddha (大日如来) verwandelte. Später baute Priester Kūkai auf Wunsch des Saga wieder auf und erweiterte die Tempelanlage (伽藍, Garan) um Lehrgebäude und gab ihr die Namen Enmyōzan (圓明山) und Fudōin (不動院). So blieb es auch bis zur Meiji-Restauration, aber weil es schon den 53. Tempel des Shikoku-Pilgerwegs in Matsuyama in dieser Schreibweise gab, den Enmyō-ji, wurde diese bereits in der Edo-Zeit im Volke verwandte heutige nun offiziell. Der Tempel wurde wiederholt von Bränden heimgesucht, bis er schließlich im Jahr 1727 von der Bergspitze des Chikamiyama an den Ausläufer etwa 2 km südlich verlegt wurde, wo er sich seitdem befindet.
Während der Kamakura-Zeit errichtete Priester Gyōnen (凝然; 1240–1321) im Jahr 1268 in einem westlichen Seitental eine Klause, in der er Anfänger mit einem Lehrbuch, das er „Hasshū kōyō“ nannte, in den Buddhismus einführte.

## Anlage
Nachdem man das Niō-Tor (仁王門) passiert und einen Parkplatz überquert hat, erreicht man das Tempeltor (山門, Sammon; 1). Dieses war ein Tor der Burg Imabari und wurde beim deren Abriss hierher überführt. Gleich dahinter steht die Yakushi-Halle (薬師堂; 5) und auf der rechten Seite, von Bäumen umgeben, der kleine Glockenturm (鐘楼, Shōrō; 4). Voraus erreicht man die Haupthalle (本堂, Hondō; 2) über ein paar Stufen. Die Frontpartie zeigt eine geschwungene „Giebelpartie im chinesischen Stil“ (唐破風, Karahafu). – Über eine Treppe zu erreichen ist die  etwas abgelegene Halle, die dem Tempelgründer gewidmet ist, die Daishidō (大師堂; 3).
Auf dem Tempelgelände finden sich die zweitälteste Pilgerwegmarkieren aus Stein des Priesters Shinnan (真念, frühe Edo-Zeit) und die Asebabäume (馬酔木), die von November bis Januar weiß blühen.

## Bilder

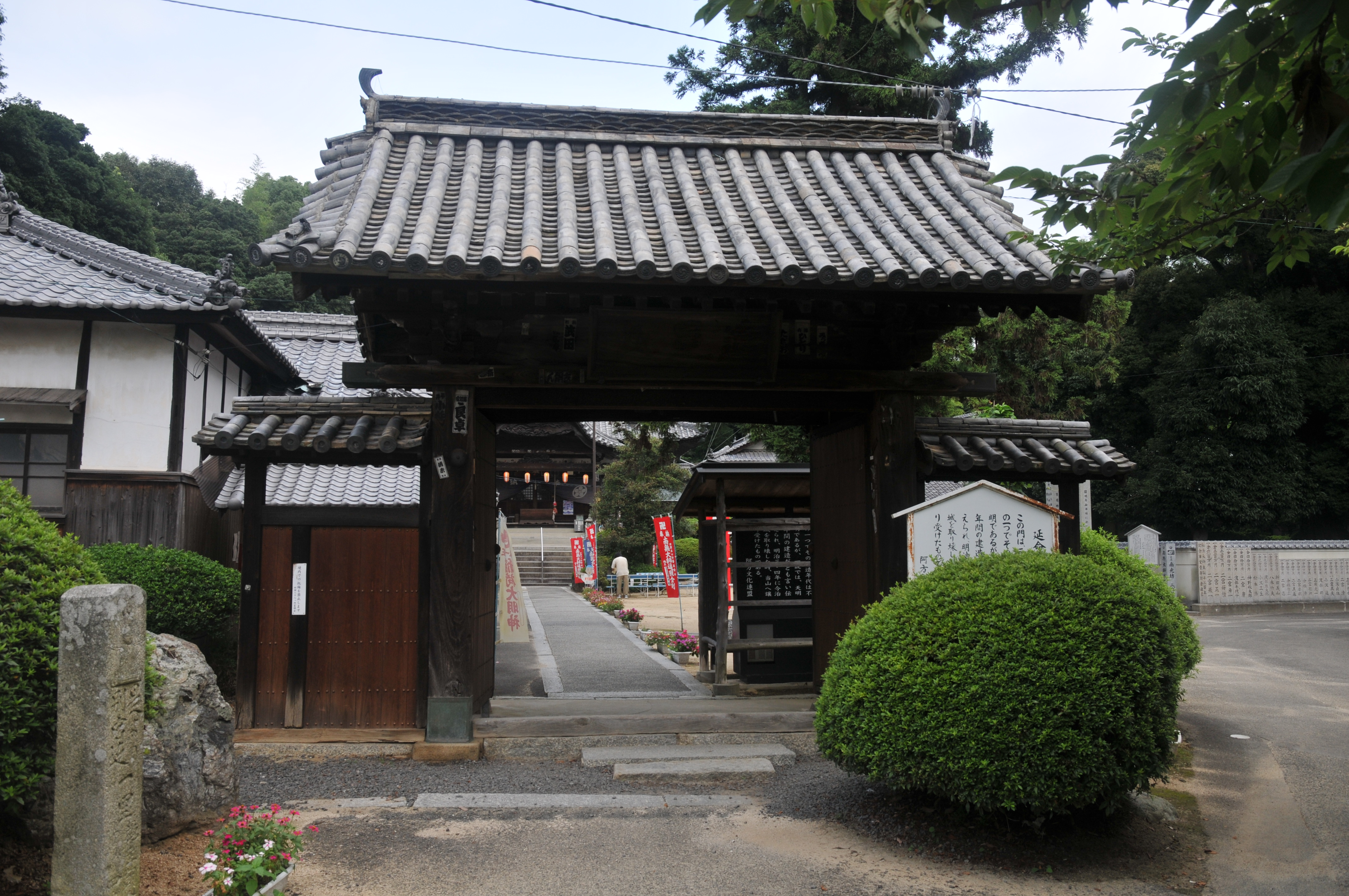
Tempeltor
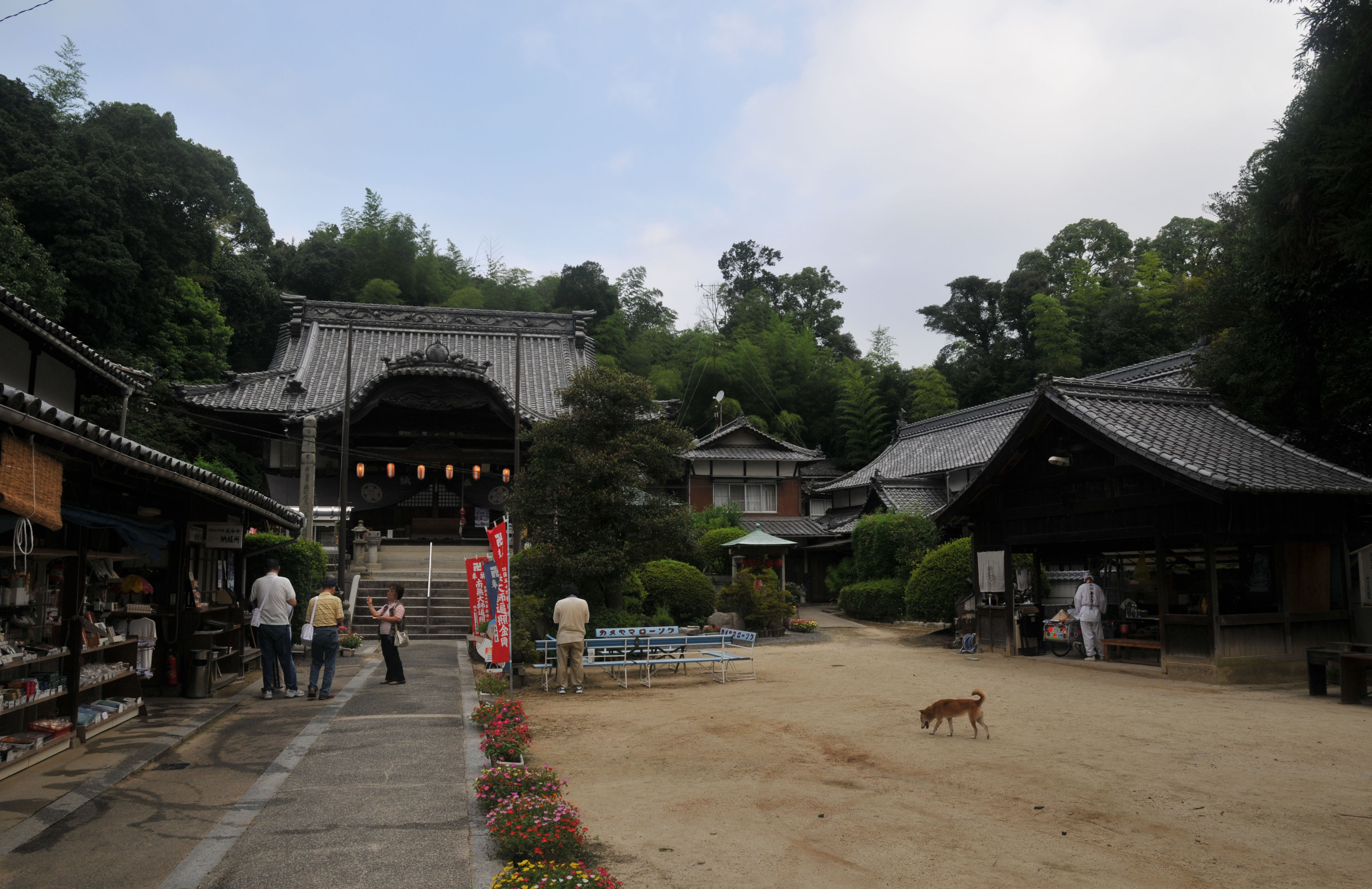
Blick auf die Haupthalle
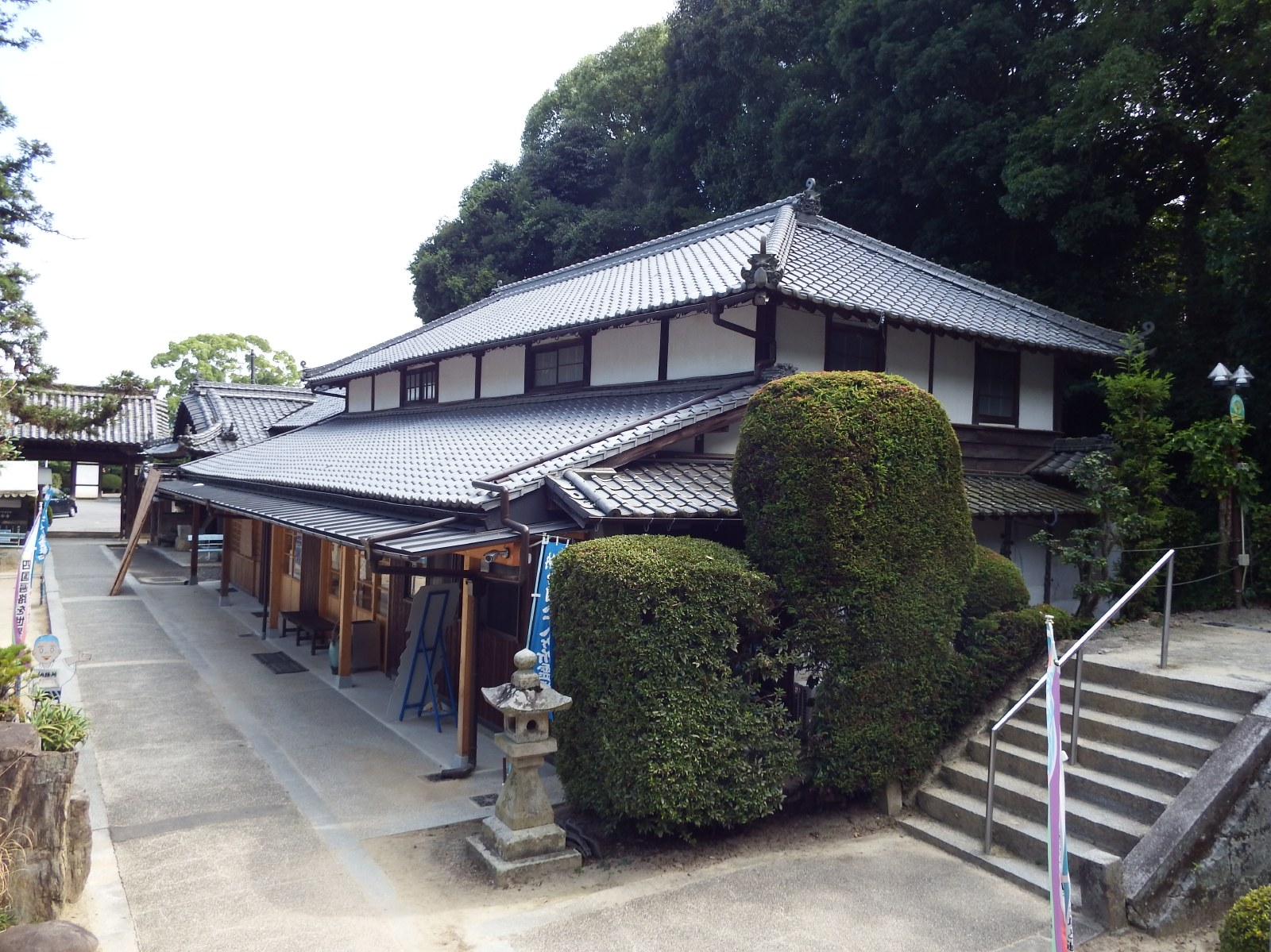
Blick zurück auf das Tempeltor
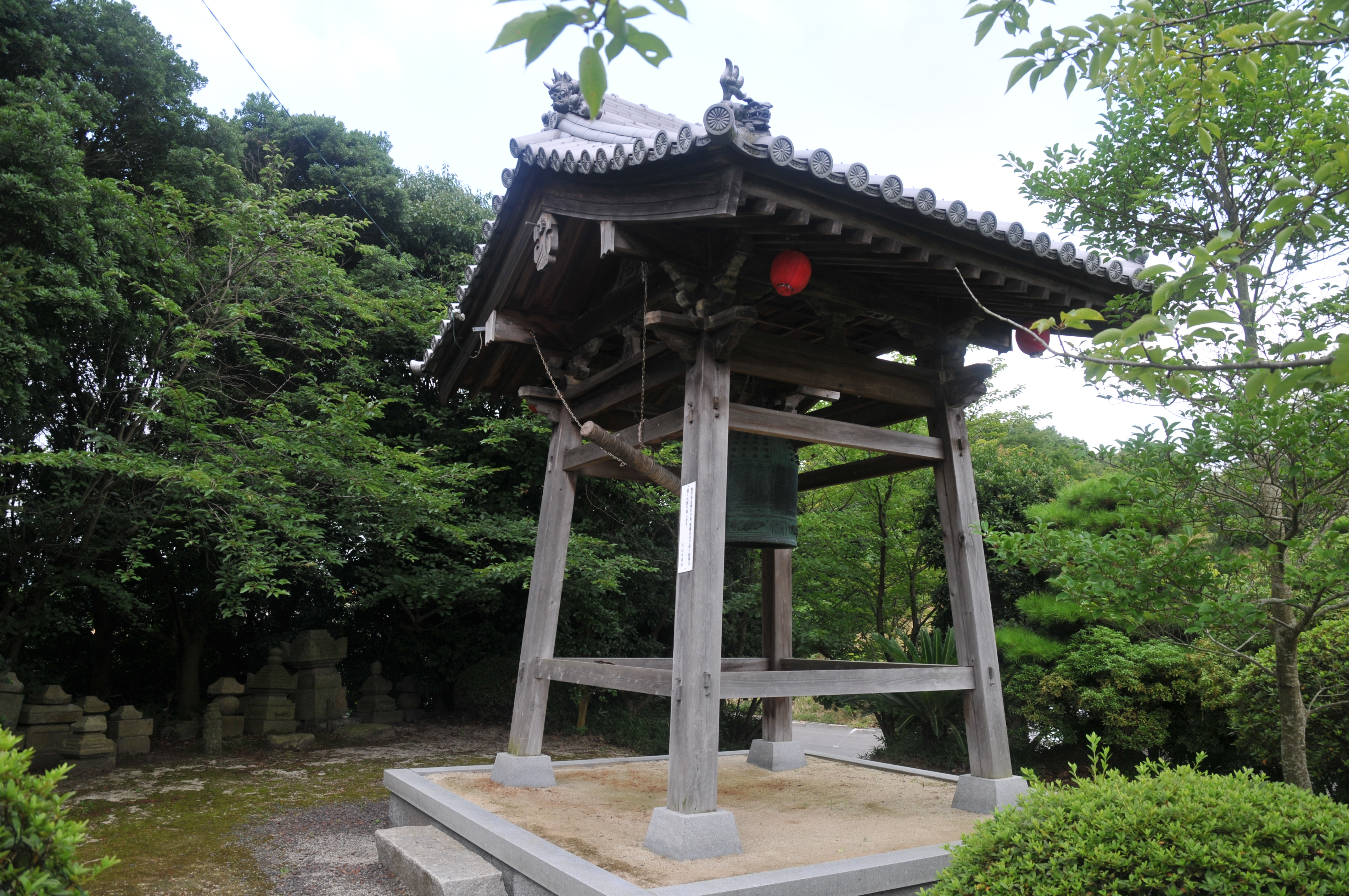
Glockenturm
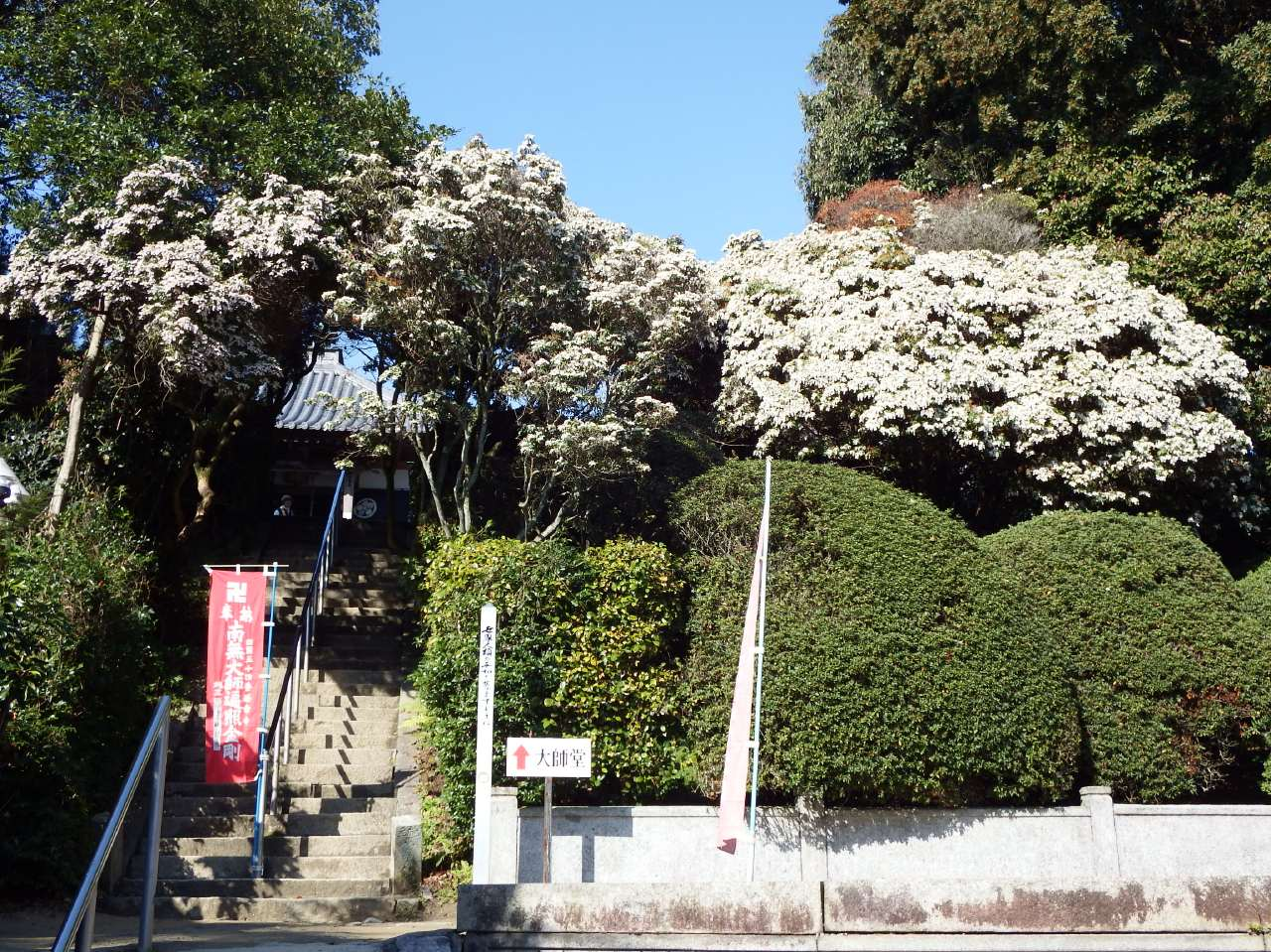
Asebabäume vor der Daishidō
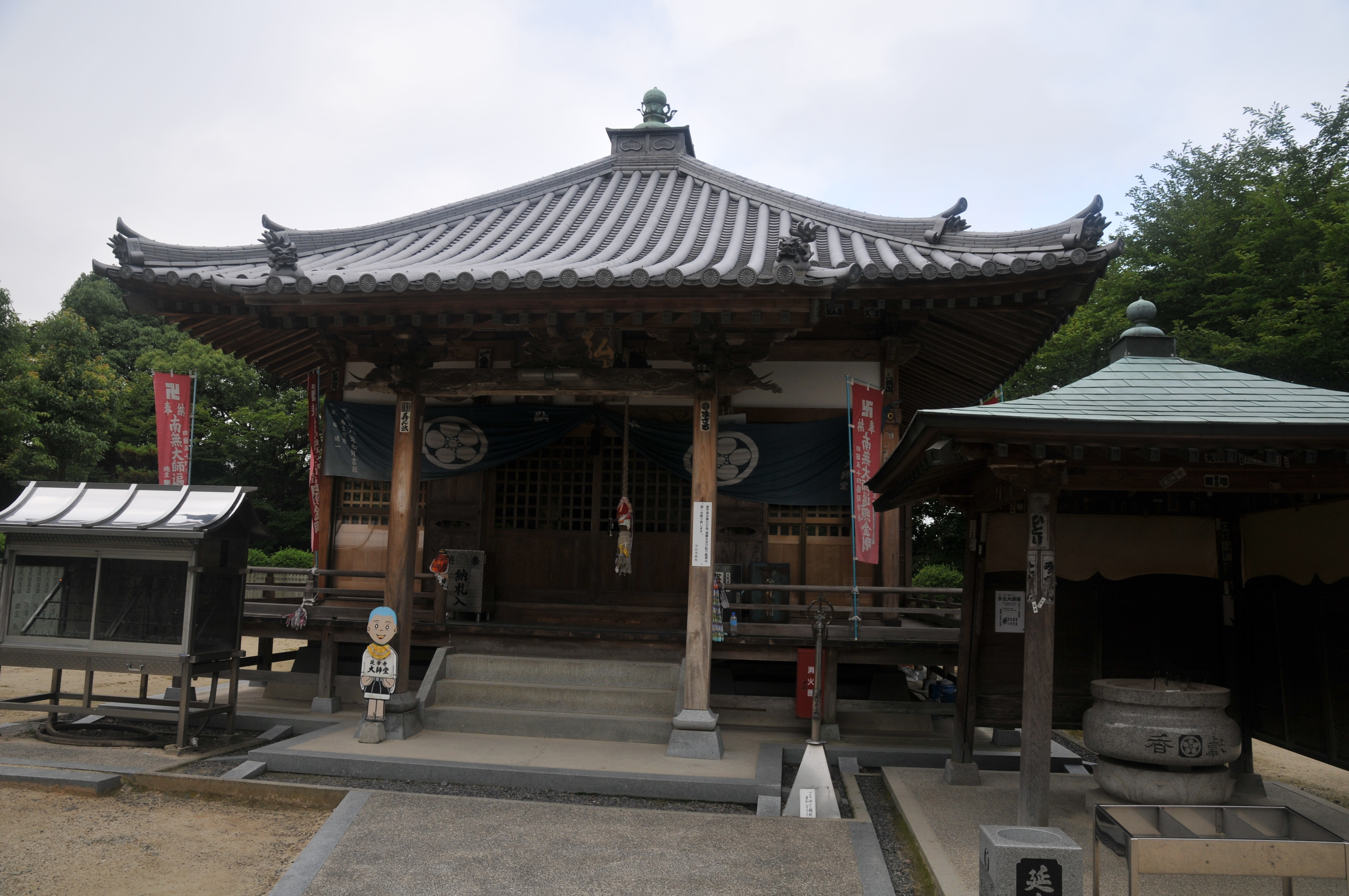
Daishidō